# Portret Stanisława Tęczyńskiego
Portret Stanisława Tęczyńskiego – obraz namalowany przez Tomasza Dolabellę w latach 1633-1634. Uznawany jest za jeden z najpiękniejszych staropolskich portretów. Przedstawia najmłodszego syna wojewody krakowskiego Jana Magnusa Tęczyńskiego i Doroty z Mińskich, ostatniego z męskiej linii rodu, zmarłego w wieku dwudziestu trzech lat. Wojewodzic odziany jest w strój polski: biały żupan i nałożoną nań białą delię podbitą brązowym futrem. Nakryciem głowy jest czerwony kołpak obszyty futrem i uzupełniony piórami. Napis w lewym górnym rogu został domalowany w okresie późniejszym. Początkowo był eksponowany na Zamku Tenczyn, w 2. połowie XVIII w. w Pałacu Potockich w Krzeszowicach. Obraz pochodzi ze zbiorów Potockich w Krzeszowicach, obecnie jest własnością Zamku Królewskiego na Wawelu i znajduje się w Sali Bitwy pod Orszą.